# Hydrellia meneghinii
Hydrellia meneghinii är en tvåvingeart som beskrevs av Canzoneri 1996. Hydrellia meneghinii ingår i släktet Hydrellia och familjen vattenflugor. Inga underarter finns listade i Catalogue of Life.